# Andrzej Sieledcow
Andrzej Sieledcow (ur. 16 lipca 1946 w Warszawie) – polski strzelec sportowy, żołnierz, medalista mistrzostw świata i Europy, olimpijczyk z Monachium 1972.
Zawodnik CWKS Legia Warszawa w latach 1961-1984. Startował w konkurencjach broni długiej (w trzech postawach), w których to konkurencjach w latach 1972-1977 był wielokrotnym mistrzem Polski
Medalista mistrzostw świata:
- złoty 
  - w roku 1974 w konkurencji Karabinu dowolnego 3 x 40 strzałów, 300 metrów - postawa klęcząc drużynowo (partnerami w drużynie byli: Józef Botwin, Eugeniusz Pędzisz, Henryk Górski).
- srebrny
  - w roku 1970 w konkurencji karabinu standard 3 x 20 strzałów indywidualnie,
- brązowy
  - w roku 1970 w konkurencji karabinu standard 3 x 20 strzałów drużynowo (partnerami w drużynie byli: Eugeniusz Pędzisz, Andrzej Trajda, Ryszard Fander).

Brązowy medalista mistrzostw Europy w roku 1975 w konkurencji karabinu dowolnego 3 x 40 strzałów - postawa stojąc w drużynie (partnerami byli: Eugeniusz Pędzisz, Romuald Siemionow, Stanisław Marucha).
Na igrzyskach olimpijskich w Monachium wystartował w konkurencji strzelania z karabinu sportowego 3 pozycje 50 metrów zajmując 6. miejsce oraz w strzelaniu z karabinu dowolnego w 3 pozycjach 300 metrów zajmując 16. miejsce.
Odznaczony Srebrnym (1973) i złotym (1985) Krzyżem Zasługi.